# Монумент защитникам Отечества (Астана)
Монумент защитникам Отечества (в других источниках — также Монумент защитников Отечества, Монумент «Отан коргаушылар», Монумент «Родина-Мать»; каз. Отан қорғаушылар) — памятник в Астане, установленный на площади Защитников Отечества в 2001 году.

## Описание
Монумент представляет собой бронзовую стелу высотой 37,5 м, состоящую из расширяющегося книзу основания и собственно стелы высотой 24 м. Скульптурное решение композиции — стилизованное изображение снопа из 101 колоса. Число колосьев символизирует единство всех народов, проживающих в Казахстане. На основании стелы с одной стороны установлена фигура женщины, символизирующей Родину-мать, с позолоченной чашей в руках. Материалом для монумента послужили 63 тонны карагандинской бронзы.
У подножия стелы горит Вечный огонь, частица которого была перенесена из Парка имени 28 гвардейцев-панфиловцев в Алма-Ате. Слева и справа расположены два барельефа. На барельефе слева изображены казахские батыры — победители джунгар, справа — советские воины.
Архитекторы проекта — А. Бексултанов и Н. Конопольцев.

## Официальные мероприятия
В 1998 году на месте будущего монумента был заложен краеугольный камень. В церемонии принял участие первый президент Казахстана Нурсултан Назарбаев.
Памятник был торжественно открыт 9 мая 2001 года ко Дню Победы.
В рамках мероприятий, приуроченных к Дню победы, к монументу ежегодно возлагают цветы. Кроме того, возложение цветов проводили главы иностранных государств во время официальных визитов в Казахстан. В их числе Александр Лукашенко, Мун Чжэ Ин, Ангела Меркель, Садыр Жапаров.